# رومینا بل
رومینا بل (انگلیسی: Romina Bell؛ زادهٔ ۱۴ مهٔ ۱۹۹۳) بازیکن فوتبال اهل اتریش است.
از باشگاه‌هایی که در آن بازی کرده‌است می‌توان به اشاره کرد.
وی همچنین در تیم‌های ملی فوتبال Austria women's national under-19 football team و زنان اتریش بازی کرده‌است.